# Teufelstisch (Eppenbrunn)

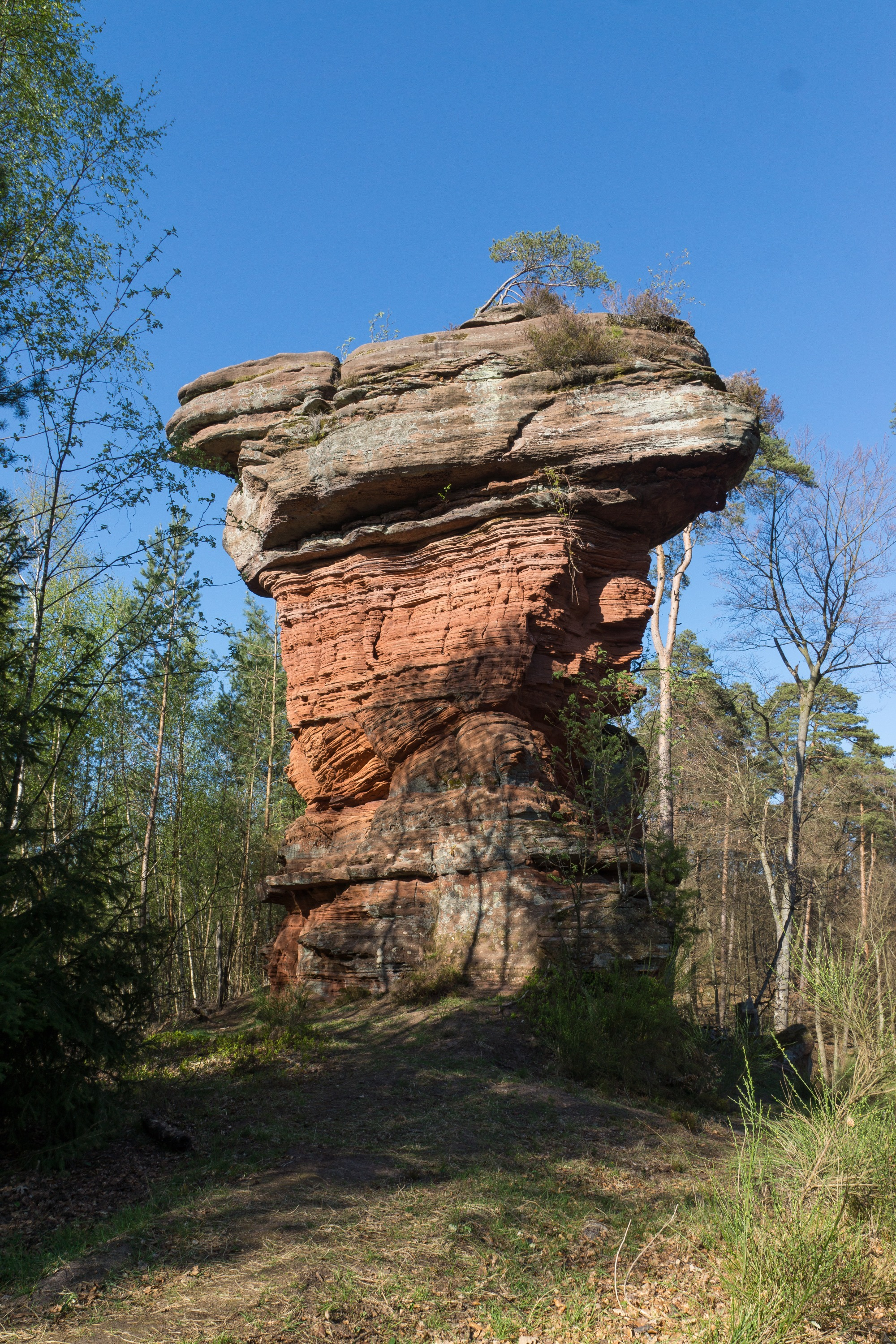
Teufelstisch von Eppenbrunn

Der Teufelstisch von Eppenbrunn ist ein markanter Pilzfelsen im deutschen Teil des Wasgaus, dem südlichen Pfälzerwald (Rheinland-Pfalz). Die Felsformation liegt 15 km südwestlich des größeren und weitaus bekannteren Teufelstischs von Hinterweidenthal, der zudem die eindrucksvollere „Tischform“ aufzuweisen hat. Ein weiterer derartiger Felsen ist der Teufelstisch von Salzwoog 10 km nordöstlich von Eppenbrunn. Im Pfälzerwald gibt es mehr als 20 solcher Pilzfelsen, die allerdings alle wesentlich kleiner sind als die drei genannten. Gerade im Dahner Felsenland, wie die nach Osten hin liegende Region genannt wird, sind derart auffällig geformte Felsen recht häufig.

## Geographie
Der Teufelstisch auf der Waldgemarkung der Ortsgemeinde Eppenbrunn steht auf 351 m ü. NHN gut 200 m südwestlich des höchsten Punkts (358,3 m) eines langgestreckten Höhenrückens. Vom westlichen Eppenbrunner Ortsausgang bis zum Teufelstisch sind es 600 m auf einem recht steilen Fußweg, auf dem ein Höhenunterschied von 70 m zu bewältigen ist.
Durch die mehr als 100 m breite Talaue nordöstlich des Höhenrückens verläuft von Südost nach Nordwest – weitgehend parallel der deutsch-französischen Grenze – die Landesstraße 478; im Bereich des Teufelstischs wird sie begleitet vom 7,5 km langen Schöneichelsbach oder Eppenbrunner Bach, einem linken Zufluss der Trualbe. Nördlich mündet von links der 800 m lange Märtelbach, dessen engeres Tal im Nordwesten des Teufelstischs vorbeiführt.

## Geologie
Beim Teufelstisch von Eppenbrunn handelt sich wie bei seinem „großen Bruder“ von Hinterweidenthal um einen Buntsandsteinfelsen, der an einen einbeinigen Tisch erinnert. Durch Erosion wurden die ihn umgebenden weicheren Oberflächenbestandteile abgetragen, während der harte Felskern stehen blieb. So liegt nun eine steinerne „Tischplatte“ quer über einem massiven „Tischfuß“.
Der Teufelstisch von Eppenbrunn besitzt eine Höhe von 11 m, zu der mitunter die felsige Basis hinzugerechnet wird, woraus eine Gesamthöhe von 12 bis 13 m resultiert.

## Tourismus
Der Eppenbrunner Teufelstisch ist in verschiedene Wandervorschläge eingebunden. Als Teilziel wird er empfohlen beispielsweise von wanderparadies-wasgau.de oder von felsenheimat-pfalz.de.